# Phoceanidae
Phoceanidae är en familj av mossdjur. Phoceanidae ingår i ordningen Cheilostomatida, klassen Gymnolaemata, fylumet mossdjur och riket djur. I familjen Phoceanidae finns 4 arter. 
Kladogram enligt Catalogue of Life:
| Phoceanidae | \| \| Phoceana \| \| \| \| \| \| Sertulipora \| \| \| \| |
|             | \| \| Phoceana \| \| \| \| \| \| Sertulipora \| \| \| \| |
|             | Phoceana                                                 |
|             |                                                          |
|             | Sertulipora                                              |
|             |                                                          |